# 유술

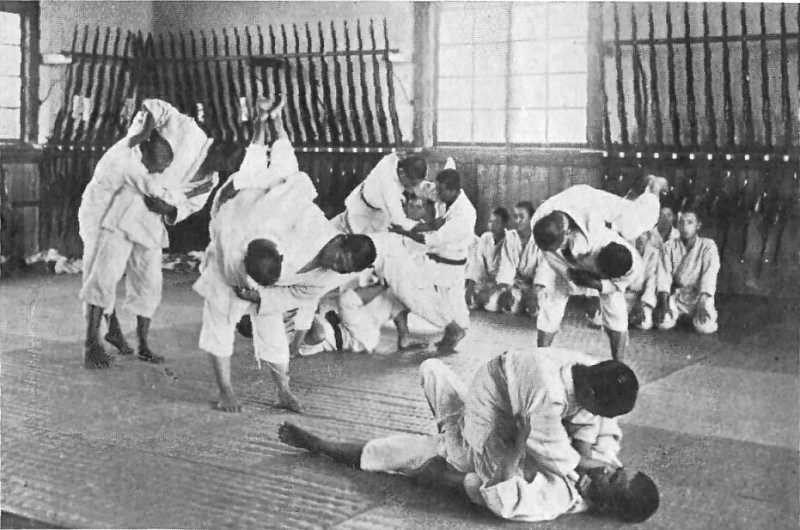
1920년대 일본의 학교에서 유술을 배우고 있는 학생들

유술(일본어: 柔術 주주쓰[*]) 또는 주짓수(Jiu-Jitsu)는 일본 기원의 무술이며, 유도의 원형이다.
메치기, 누르기, 급소 지르기 등 기술에 기반을 둔 무술이다. 유술(한자로는 柔術, 일본 현지식 발음으로는 주주쓰, 영어로는 jujutsu)은 유도 이전의 고류무술의 한 형태로서 아시아 전반에 걸쳐 그 유래와 분포를 찾을 수 있다. 유술이라는 이름은 현대에 이르러 두 가지 의미를 각기 상징하는 명칭이 되어 있으며 관절기가 포함된 무술의 총칭으로서의 유술과 별도의 종목으로서의 대명사적 의미로 사용되는 유술로서 구분되고 있다

## 기원
유술은 주짓수라고도 불린다."주(Jū)"는 "부드럽고 유연하며 부드럽고 융통성있고 굴곡이 있다"는 의미로 번역될 수 있다. "쥬츠 (Jutsu)"는 "예술"또는 "기법"을 의미하는 것으로 번역될 수 있으며 자신의 힘으로 상대방을 대항하기보다는 상대방의 힘을 조작하는 것을 나타낸다. 주짓수(Jujutsu)는 무기를 사용하지 않으면서 무장하고 갑옷을 입은 상대를 물리치기 위한 방법으로 봉건 일본의 사무라이와 싸우기 위해 개발되었다.

## 개요
유술- 가장 원형의 형태를 보존하고 있는 무술종목, 현대의 유도, 브라질 유술과 구분하기 위하여 '고류 유술'이라고도 불리며 타격기, 관절기, 무기술에 이르기까지 폭넓은 적용성과 운용성, 융합성을 자랑하며 부드러움이 강함을 제압한다는 정신아래 수련되는 무술이다. 일본의 센코쿠시대를 창시로 분석하고 있으며 에도시대를 부흥기로 하고 메이지유신 이후에 유럽으로 전파되어 발전된 형태의 종목, 현재 일본에는 다양한 고류 유파가 남아있다.
광범위한 고대의 의미로는 관절기가 포함되는 모든 무술류를 비유하는 단어의 의미가 있었으나 현대에 이르러 국제유술연맹인 JJIF가 운영하는 종목으로 인식되고 있다.
국제연맹으로 1977년 설립되어 이후 두번에 걸쳐 명칭을 변경한 JJIF (Ju-Jitsu International Federation)를 본부로 산하에 각 대륙마다 1개의 대륙연맹과 각 국가마다 1개의 공식협회를 보유하고 활동하고 있으며, 한국에서는 2014년 대한민국 주짓수협회(KJJA, Korea Ju-Jitsu Association)이 최초 공식인증을 확보하고 활동하였으며 이 후 2016년 4월부터 대한주짓수회(JJAK, Ju-Jitsu Association of Korea)가 공식 인증을 보유하고 활동하고 있다. 대한민국주짓수협회와 대한주짓수회는 JJIF(국제유술연맹)의 정회원 및 JJAU(아시아주짓수연맹)의 아시아부회장(담당 지역: 동아시아-중국, 일본, 북한, 대만, 홍콩, 마카오, 몽골, 대한민국)의 위치를 점유하고 한국의 위상을 확립하고 있다.
현재 JJIF는 국제생활체육연맹(International Sport for All Federation, FISPT), 아시아올림픽평의회(Olympic Council of Asia, OCA), 스포츠의사결정회의(Sports Accord), 국제경기위원회(International World Games Association)에 가입되었으며 우리에게는 익숙한 이름의 아시안게임과 월드게임의 종목으로 활동하고 있다. 세부 종목으로 파이팅(타격기와 관절기의 혼용 경기), 듀오(호신술 시범 경기), 네와자(BJJ,브라질유술)의 세 종목을 운영중이다.
이 외에 관절기가 포함된 많은 종목들이 과거 유술의 큰 범위내에 포함된다고 할 수 있으나, 현대에 이르러 각기 다른 특성과 명칭을 정립하고 분류되어 활동하고 있기에 국제경기종목으로써의 유술의 범위에는 포함되지 않고 각기 다른 종목화되어 명확히 분리되어 있으므로, 유술이라는 명칭은 국제유술연맹(JJIF)의 유술로 인식된다.

## 같이 보기
- 브라질리안 주짓수